# James Clements
Dr James Franklin (Jim) Clements (ur. 31 października 1927 w Nowym Jorku, zm. 9 czerwca 2005) – amerykański ornitolog, autor i biznesmen.
Otrzymał stopień doktora w California Western University w 1975. Swoje tezy dotyczące taksonomii ptaków zawarł w swoim dziele: Birds of the World, A Check List (ukazało się już szóste wydanie). Przed śmiercią Clements prawie ukończył szóstą edycję; odpowiedzialność za serię przejęło Cornell Laboratory of Ornithology, na mocy umowy z wdową po Clementsie – Karen. The Cornell Lab ukończyło szóste wydanie, regularnie wydaje też do niego poprawki i uaktualnienia. Instytucja planuje również kolejne wydania.
Z pierwszą żoną, Mary Norton, miał dwóch synów. Z drugą żoną, Christiną, rozwiódł się po 14 latach. Z trzecią żoną, Karen, pozostał do śmierci.
Gatunek ptaka Polioptila clementsi został nazwany na jego cześć.
Zmarł w szpitalu w Oceanside (Kalifornia) na białaczkę.

## Główne dzieła
- Birds of the World, A Check List